# Horst Heilmann
Horst Heilmann (Dresda, 15 aprile 1923 – Berlino, 22 dicembre 1942) è stato un militare tedesco, combattente della resistenza contro il regime nazista nel gruppo dell'Orchestra Rossa. Fu un operatore radio impiegato nel Referat 12 dell'Ispettorato 7/VI.

## Biografia
Figlio dell'architetto Jakob Adolf Heilmann ed Helene Heilmann, si unì alla Gioventù hitleriana nel 1937 e al Partito nazista nel 1941. Fu uno studente del Ministero federale degli affari esteri di Berlino fino all'arruolamento nella Wehrmacht. La madre si assicurò che imparasse diverse lingue e questo fece sì che venisse scelto per l'addestramento come crittologo e traduttore. Terminato l'addestramento, fu assegnato all'Ispettorato 7/VI dell'unità General der Nachrichtenaufklärung dell'OKH, inizialmente al Referat 7, passato poi al Referat 1 e infine al Referat 12, per occuparsi della decifrazione del traffico radio intercettato in lingua inglese, francese e russa.

## Il gruppo Schulze-Boysen

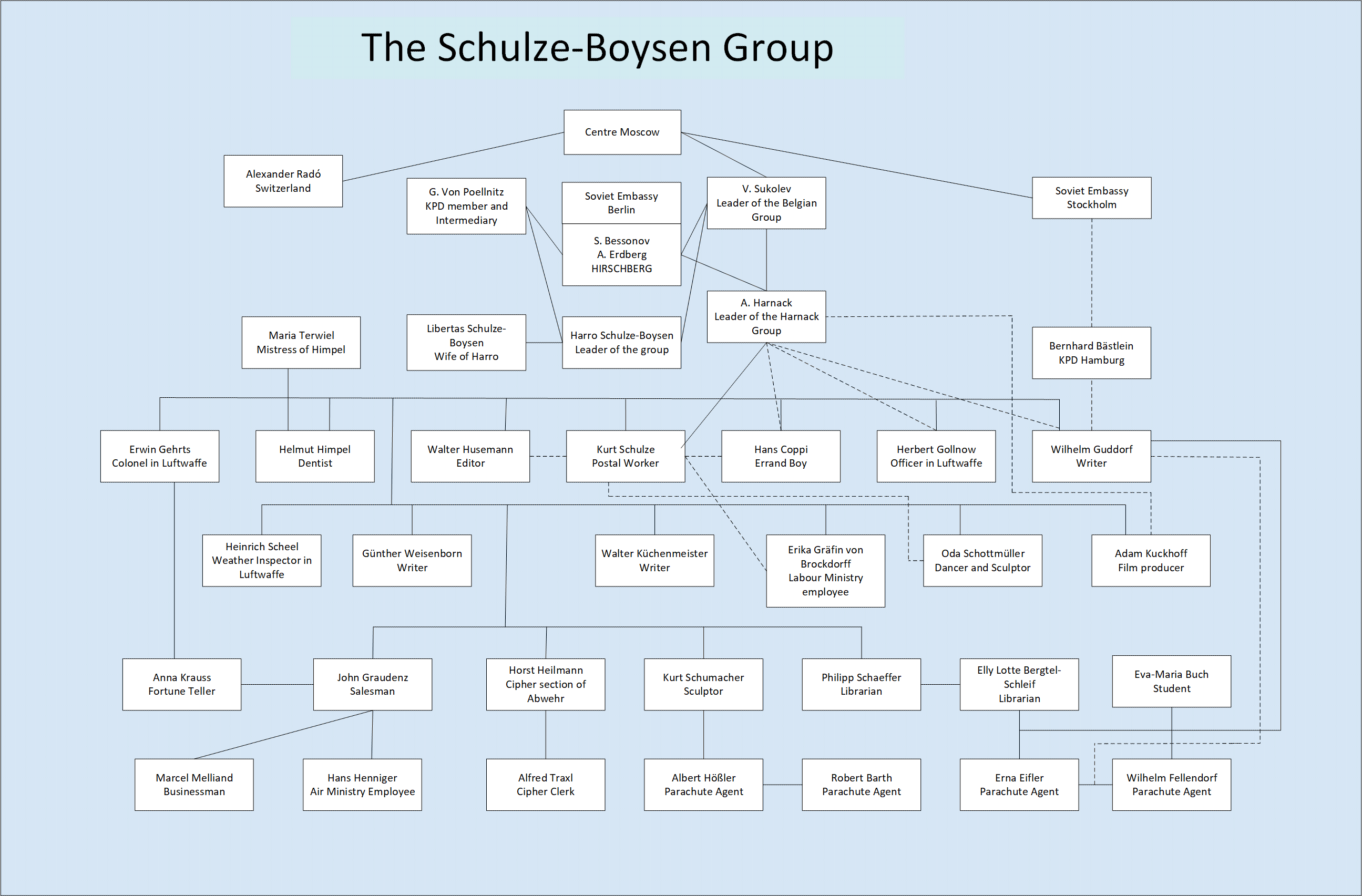
Il gruppo Schulze-Boysen

Nel 1940 conobbe l'ufficiale della Luftwaffe Harro Schulze-Boysen durante un seminario politico per la Gioventù hitleriana tenuto nella Deutsche Hochschule für Politik, dove Schulze-Boysen insegnò dal settembre 1940. Fu proprio attraverso Schulze-Boysen che Heilmann fu presentato ad Albrecht Haushofer, geografo tedesco, diplomatico e in seguito professore della Facoltà di Studi Esteri trasferita all'Università Humboldt di Berlino, oltre che combattente della resistenza tedesca, anch'egli presente nello stesso seminario; in quella occasione, Heilmann divenne un allievo di Haushofer.
Questo non fu il primo incontro tra Schulze-Boysen e Haushofer, ma fu forse il primo incontro di carattere politico. Secondo nuove prove presentate nel 2010, Schulze-Boysen e Haushofer si erano già incontrati almeno due volte, comprendendo le reciproche ragioni e arrivando a un compromesso che, a sua volta, permise di allontanare Heilmann dalle ideologie naziste. Nel primo incontro tra Schulze-Boysen e Haushofer, a cui parteciparono anche Rainer Hildebrandt, di cui usavano l'appartamento, e un altro studente, si discusse della possibilità di una cooperazione tra Germania e Unione Sovietica. Nel corso del secondo incontro si instaurò un rapporto di fiducia tra le due parti, infatti Haushofer riferì a Schulze-Boysen della pianificazione di un attentato contro Hitler. Questi due incontri portarono la fiducia a un livello tale che tra i due uomini si ridusse il rischio di esporsi quando cercarono di "trasformare" l'ufficiale della Wehrmacht.
Heilmann era comunista ma di ideologia opposta a quella di Haushofer (da parte sua nutriva una forte antipatia per il comunismo) e comunque le discussioni tra i due sulla possibilità di una cooperazione tra Occidente e Oriente portarono a un accordo e anche allo sviluppo di una solida amicizia.
Nell'agosto del 1941, dopo un fine settimana di navigazione sul Großer Wannsee, Schulze-Boysen confidò a Heilmann che stava lavorando come agente per i russi. Per quasi un anno, Heilmann fornì informazioni ai gruppi guidati da Schulze-Boysen e Harnack; fu durante questo periodo che cercò di reclutare il Technical sergeant (in tedesco Wachtmeister) Alfred Traxl, ma i due rimasero semplici colleghi anziché collaboratori. Traxl era un ex soldato dell'esercito cecoslovacco sopravvissuto alla guerra e poi riciclatosi come agente.

### Cattura, arresto ed esecuzione
Fu la scoperta delle trasmissioni radio di Johann Wenzel, catturato dalla Gestapo il 29-30 giugno 1942, a rivelare i membri del gruppo e a portare all'arresto di Heilmann. Quando fu catturato, Wenzel decise di collaborare con la Funkabwehr e fu proprio la sua descrizione dei codici radio che permise al Referat 12 del Funkabwehr di decifrare il traffico radio dell'Orchestra Rossa. Heilmann scoprì che i messaggi venivano letti grazie ai documenti forniti da Alfred Traxl e cercò i nomi di Kuckoff, Schulze-Boysen e Harnack presso l'agenzia; dopo due giorni scoprì che i suoi amici erano già stati segnalati alla Gestapo.
Secondo una versione dei fatti, Heilmann telefonò immediatamente a Schulze-Boysen, usando il telefono dell'ufficio di Wilhelm Vauck, che si trovava accanto all'ufficio di Heilmann. Schulze-Boysen non era in casa e Heilmann lasciò un messaggio alla domestica. Quando Schulze-Boysen rientrò, telefonò immediatamente ma sfortunatamente per lui rispose Vauck, all'epoca direttore del Referat 12. Di contro, utilizzando i codici forniti da Wenzel, Vauck riuscì a decifrare oltre 200 messaggi radio inviati dal gruppo: l'ultimo messaggio decifrato fornì tre indirizzi che furono trasmessi all'Ufficio principale della sicurezza dello RSHA IV 2A, permettendo così l'identificazione delle persone che vi abitavano e di conseguenza, a partire dal 16 luglio 1942, la loro sorveglianza. Quando Vauck rispose, rimase stupito dal fatto che la persona oggetto delle sue indagini fosse al telefono e concluse che Heilmann era in realtà un traditore. Chiese a Schulze-Boysen di chiarire il suo nome per confermare che si scrivesse con la lettera "y" o con la "i". Dopo la telefonata, Vauck segnalò l'informazione alla Gestapo dando inizio, il 31 agosto 1942, a un processo a catena che portò all'arresto di molte persone dell'Orchestra Rossa, tra cui lo stesso Heilmann, arrestato il 5 settembre 1942.
Il 19 dicembre 1942, il Reichskriegsgericht condannò Heilmann a morte per "preparazione all'alto tradimento, sovversione del potere militare e spionaggio" e il 22 dicembre fu ghigliottinato nella prigione di Plötzensee.

## Memoria
- L'amico Rainer Hildebrandt, superstite della resistenza, scrisse nelle sue memorie: "I miei migliori amici, Albrecht Haushofer e Horst Heilman, sono morti nel Reich nazista".[14] Peter Weiss ha scritto di lui nel suo romanzo Die Ästhetik des Widerstands.
- A Lipsia, Berlino, Halle, Aschersleben e Bernburg ci sono strade intitolate in suo nome. Nel 1976 è stato eretto un muro commemorativo nel cortile dell'Università Humboldt di Berlino, in Unter den Linden 6, dove viene citato il suo nome.[15] Nel 2007 è stato aggiunto un altro tributo dell'Università Humboldt di Berlino per Horst Heilmann.[16]
- Nel 1970-1971, lo studio cinematografico Deutsche Film AG ha filmato alcuni episodi della vita di Horst Heilmann, intitolati KLK Calling PTZ - The Red Orchestra. La sceneggiatura fu scritta da Wera Küchenmeister e Claus Küchenmeister.
- Knud Romer descrive nel suo bestseller Whoever blinks is Scared of Death: Roman[17] la stretta relazione della madre, scampata al terrore nazista, con il suo ex amico d'infanzia Horst Heilmann e la sua uccisione nella prigione di Plötzensee.[18]